# Gerhard Ringeling
Gerhard Wilhelm Johannes Ringeling, auch Hans-Gerhard Ringeling, Pseudonym Johannes Gerhard (* 19. Juni 1887 in Schönberg, Fürstentum Ratzeburg; † 31. Dezember 1951 in Rostock) war ein deutscher Pädagoge und Schriftsteller. Seine Romane und Erzählungen ließ er bevorzugt im Ostseemilieu und der Segelschifffahrt spielen.

## Leben
Gerhard Ringeling, Sohn des Oberlehrer und späteren Direktors des Realprogymnasiums in Schönberg, Wilhelm (Georg Franz) Ringeling, besuchte bis 1907 das Gymnasium in Schönberg. Nach erfolgreichem Abschluss studierte er Germanistik, Geschichte, Anglistik und Philosophie an den Universitäten in Marburg und ab 1909 in Rostock. Seit dem Sommersemester 1907 war Ringeling in Marburg Mitglied des Akademisch-Philologischen Vereins, der späteren Marburger Burschenschaft Rheinfranken. Ab 1913 war er Lehrer an der Realschule Schwerin. Im Jahr 1915 wurde er an der Universität Rostock mit einer Arbeit über Pragmatismus in Edward Gibbons Geschichte vom Verfall und Untergang des römischen Reiches zum Dr. phil. promoviert und war seitdem als Gymnasiallehrer am Friderico-Francisceum in (Bad) Doberan tätig. Direktor des Gymnasiums war Carl Lüth (1855–1931). Ende 1915 wurde er  Studienrat.
Während des Ersten Weltkrieges war er seit März 1916 Soldat im Infanterie-Regiment „Herzog von Holstein“ (Holsteinisches) Nr. 85. Anfang Juli 1916 erkrankte er an einer Nierenentzündung und lag in der Folgezeit in den Lazaretten Charleville und Trier. Anfang Dezember 1916 kam er zum Infanterie-Regiment „Lübeck“ (3. Hanseatisches) Nr. 162 und wurde am 16. Dezember 1916 zum Reserve-Offizier-Aspiranten ernannt. Er wurde 1918 mit dem Eisernen Kreuz II. Klasse ausgezeichnet.
Ringeling war Mitglied des Heimatbundes Mecklenburg und begann ab 1926 gezielt mit seiner schriftstellerischen Arbeit. Dabei lagen ihm vor allem Themen des Lebens der Menschen an der Küste, die Gestaltung von Natur- und Lebensbereichen seiner näheren Umgebung sowie die Auseinandersetzung der hier lebenden Menschen mit den Besonderheiten des Wassers am Herzen. Viele seiner Erzählungen und Geschichten fanden auch nach seinem Tod weiterhin Interesse.
Ringelings Tochter Brigitte Ringeling war Keramikerin.
Ringeling, der zuletzt in Bad Doberan (Eickhöfer Weg) wohnte, starb im Rostocker Krankenhaus.
Zur Erinnerung an seine Persönlichkeit wurde 2020 in Bad Doberan eine Straße nach ihm benannt.

## Werke
- Pragmatismus in Edward Gibbons Geschichte vom Verfall und Untergang des römischen Reiches, Dissertation Universität Rostock, Schönberg i. Mecklb. Lehmann & Bernhard Verlag 1915
- Von mecklenburgischer Park- und Gartenkunst, in: Mecklenburger Monatshefte, Nr. 10, 1926, Seite 510–516, Digitalisat
- Mecklenburgisches Heimatbuch, Weidmannsche Buchhandlung Berlin 1928
- Anna Margarita. Badegeschichten aus Urgroßmutters Zeit, 1929
- Land Ratzeburg, in: Mecklenburger Monatshefte, Nr. 6, 1930, Seite 259–264, Digitalisat
- Ein Dichter und sein Verleger, in: Mecklenburger Monatshefte, Nr. 9, 1931, Seite 424–428, Digitalisat
- Mecklenburger Leute, 1932
- Vom niederdeutschen Humor, in: Mecklenburger Monatshefte, Nr. 100, 1933, Seite 169–171, Digitalisat
- Seefahrend Volk. Wichern-Verlag, Berlin 1935
- Die schöne Gesine. Roman. Wichern-Verlag, Berlin 1936
- Bad Doberan mit seinem Ostseebad Heiligendamm. Hinstorff Verlag, Rostock, 1936
- Menschen vom Lande, Wichern Verlag 1937
- Fischländer Volk. Geschichte und Schicksal einer mecklenburgischen Küstenlandschaft, 1938
- Karges Land: Roman, Wichern Verlag Berlin 1939
- Der guldene Schein, Erzählung, Rufer Verlag Gütersloh 1940
- Die schlimme Brigitt. Erzählung.  Wichern-Verlag, Berlin 1941
- Fischländer Volk : Geschichte u. Schicksal e. mecklenburg. Küstenlandschaft, Hinstorff Verlag Rostock, 1943
- Jans erste Reise Erzählung, Wichern Verlag Berlin 1946
- Magister Rosarum. Wichern Verlag Berlin 1948
- Die Jakobsrebe Erzählung, Wichern Verlag Berlin 1948
- Die Lehmgrube Erzählung, 1949
- Das Notkreuz und andere Erzählungen, Rufer Verlag Gütersloh 1950
- Der Schatz der Dufour, 1953
- Zwei auf einem Floß. Jugenderzählung. Rufer-Verlag, Gütersloh 1955 – postum
- Fischländer Weihnacht, ohne Jahr und Erscheinungsort